# Fore-edge Painting

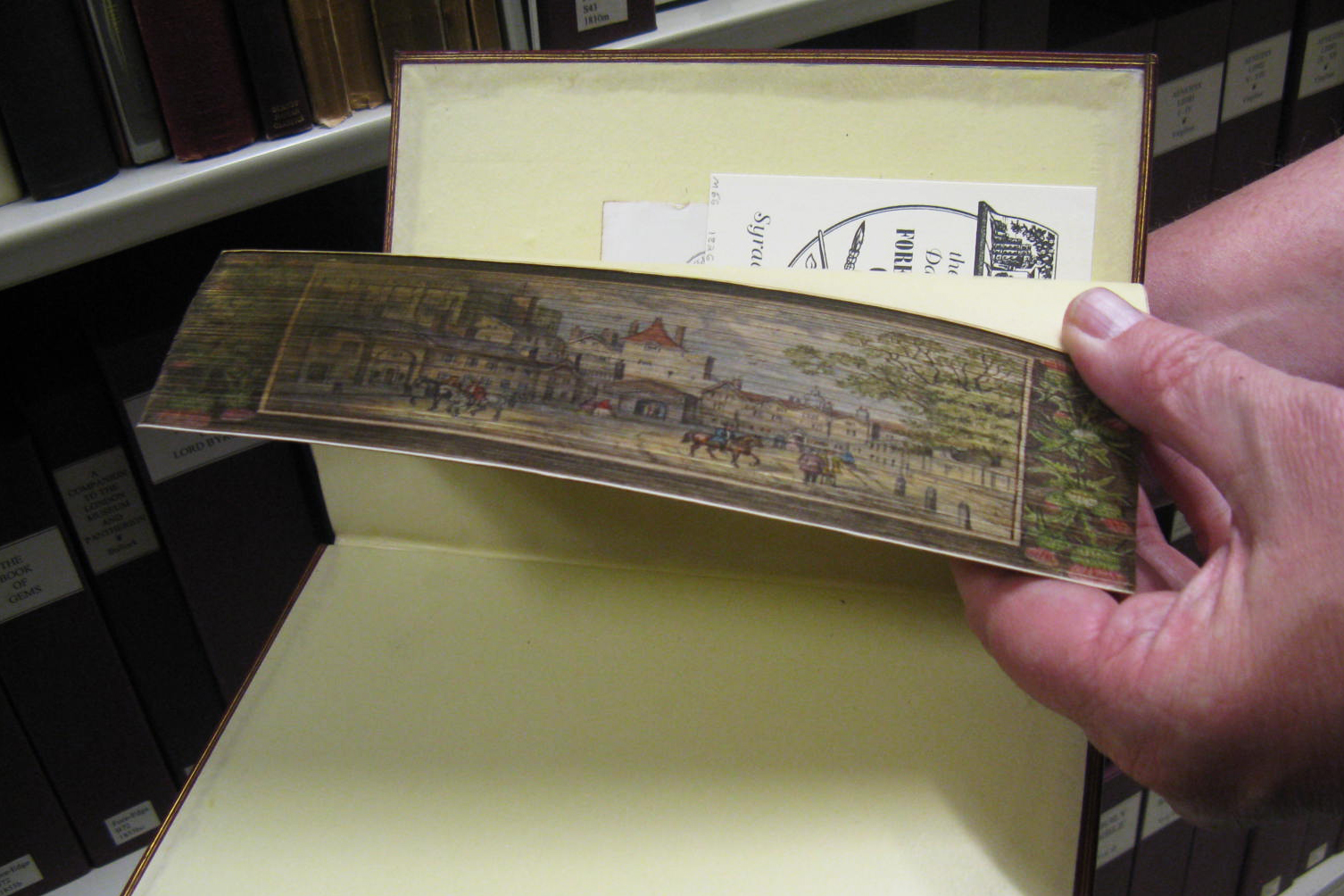
Fore-edge Painting: eine versteckte Buchschnittdekoration

Fore-edge Painting (gelegentlich abgekürzt Fore-edge, deutsch: Unterschnittmalerei) bezeichnet eine versteckte Buchschnittdekoration, die an den Kanten von Buchseiten angebracht wird und die beim Durchblättern ebenso wie im geschlossenen Zustand des Buches unsichtbar ist. Die Malerei zeigt sich nur, wenn man die Blätter des Buches zusammenpresst und leicht gegeneinander verschiebt. Dann erscheint ein Bild auf dem Buchschnitt (engl. fore-edges).

## Verfahren
Beim Erstellen der Schnittmalerei eines Buches wird der gebundene Buchblock in eine Schräge gepresst und dabei der Schnitt um maximal 1 Millimeter pro Blatt verschoben. Der verschobene Schnitt wird bemalt, in der Regel mit nicht fließenden Wasserfarben. Anschließend wird, sobald die Malerei getrocknet ist, der Buchblock wieder in Form gebracht und der Schnitt vergoldet oder mit einer Marmorierung verziert, so dass die Malerei im geschlossenen Zustand des Buches vollständig verborgen bleibt. Die millimeterfein eingefärbte Kante eines einzelnen Blattes ist beim Aufblättern nicht zu erkennen; das Bild formt sich erst in der Gesamtheit aller Blattkanten des Buches, wenn man den Block in eine leichte Schräge presst.

## Formen
Neben dem einfachen Fore-edge Painting, bei dem ein Gemälde bei einer Schrägpressung des Buchblocks im Vorderschnitt erscheint, gibt es die Variante, dass beim Auffächern in die Gegenrichtung ein weiteres Bild zutage tritt (Double-fore-edge); versteckte Bilder an Kopf- oder Unterschnitt sind selten. Gelegentlich findet sich auch ein weiteres Bild anstelle der Vergoldung oder Marmorierung des Schnitts. Eine Kombination von Fore-edge-Malerei sowohl am Vorder- als auch am Kopf- oder Unterschnitt erfordert eine Verwindung des Buchblocks bei der Verschiebung der Blätter.

## Geschichte
Sichtbare Bemalungen des Buchschnitts mit symbolischen oder heraldischen Darstellungen sind bereits aus dem Mittelalter belegt. Zur Zeit des frühen Buchdrucks wurden die Bücher liegend und mit dem Vorderschnitt nach vorne aufbewahrt, der deshalb nicht selten den Titel aufgemalt bekam. Das älteste bekannte Druckwerk, bei dem eine Buchschnittmalerei verschwindet, wenn das Buch geschlossen wird, datiert von 1649. Im Jahr 1653 brachten die Brüder und Buchbinder Stephen und Thomas Lewis in London ein verborgenes Bild in einen Bibelschnitt, das als frühestes Exemplar eines signierten Fore-edge geführt wird.

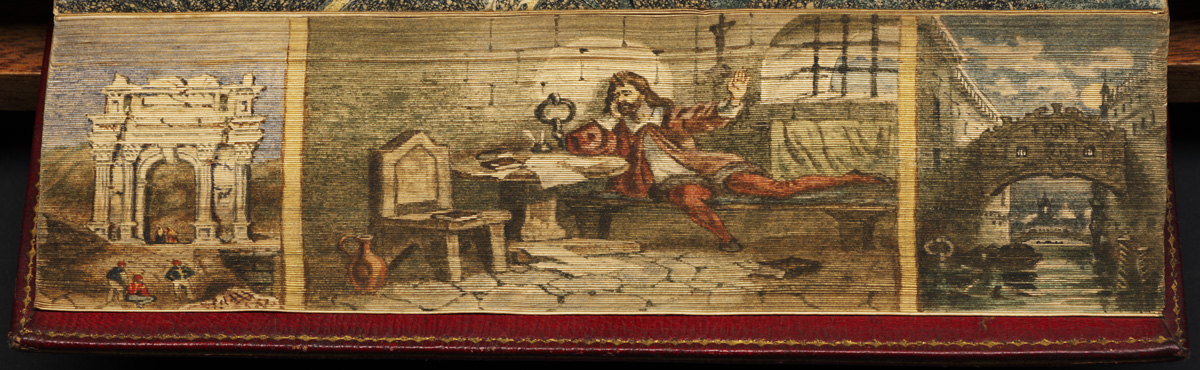
Jerusalem Delivered, an Heroic Poem, translated from the Italian of Torquato Tasso, by John Hoole. London 1797; mit versteckt bemaltem Buchschnitt: Trajansbogen in Ancona, Tasso im Kerker, Seufzerbrücke in Venedig

Mitte des 18. Jahrhunderts kam die Bemalung von Buchschnitten mit verschwindenden Bildern in Mode, zunächst mit floralen und allegorischen Motiven. Als Pionier für die Kunst der Landschaftsmalerei als Fore-edge gilt William Edwards, Buchbinder und -händler in Halifax, um 1750. Er arbeitete zunächst monochrom in braunen und grauen Farbtönen und benutzte später auch die volle Farbpalette. Im ausgehenden 18. und mit Beginn des 19. Jahrhunderts wurden die Sujets erweitert um Porträts sowie religiöse, später auch sportive und gelegentlich pornografische Motive, die oft, aber nicht immer mit dem Thema des Buches zu tun hatten. So bekam ein Exemplar der in London um 1840 erschienenen englischen Ausgabe von Karl Heinrich von Bogatzkys Erbauungsbuch Güldenes Schatz-Kästlein der Kinder Gottes, A Golden Treasury for the Children of God, viele Jahrzehnte später zwei tennisspielende Damen in seinen Vorderschnitt gemalt.
In der Gegenwart arbeitet der britische Miniaturmaler und Buchbinder Martin Frost mit der Kunst des Fore-edge Paintings. Der amerikanische Maler und Grafiker Edward Ruscha gestaltet eigene Künstlerbücher mit verborgener Buchschnittkunst im Druckverfahren.

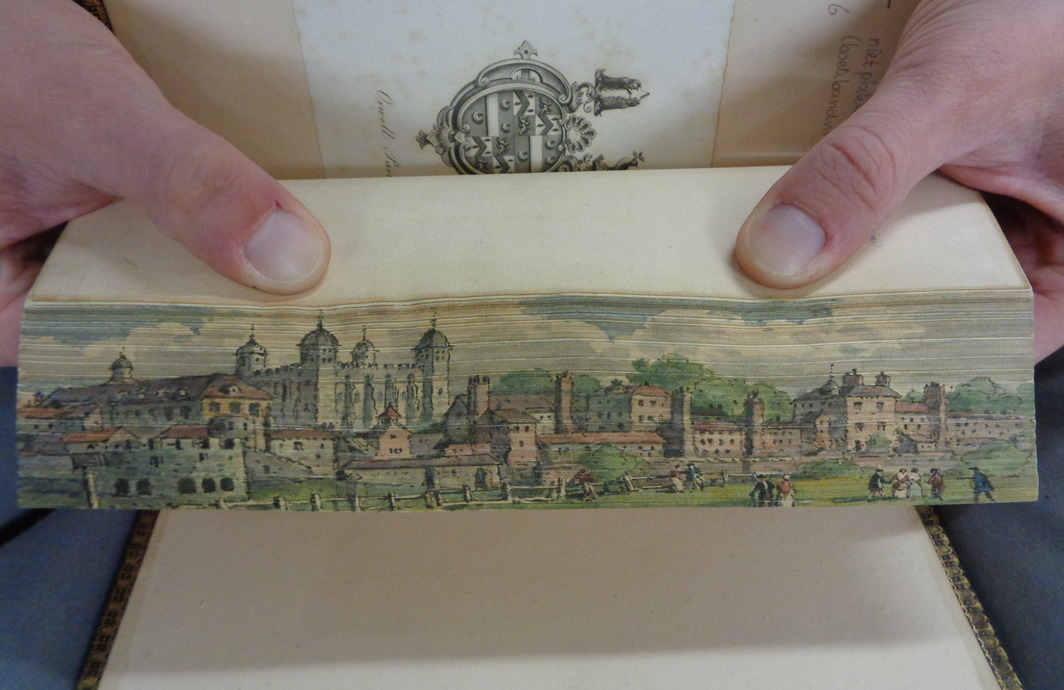
Buchschnittmalerei mit Tower of London, 1820–1840

Die erhaltenen Exemplare der versteckten Buchschnittmalerei sind meistens britischer Provenienz und stammen überwiegend aus dem späten 19. und dem frühen 20. Jahrhundert, meistens in Büchern aus dem frühen 19. Jahrhundert.
In Deutschland arbeitete der Würzburger Universitätsbuchbinder Sebastian Vierheilig (1762–1805) mit dieser Technik. Die wenigen erhaltenen Beispiele wurden bisher kaum beachtet.
Der Begriff Buchschnittmalerei setzte sich im deutschsprachigen Raum als korrekte Übersetzung nicht durch; im Handel, Sammler- und Ausstellungswesen wird diese Schnittverzierung heute durchweg als Fore-edge geführt.

## Abbildungen
1. ↑  Thomas Okey (1852–1935): Venice and its Story.Versteckte Buchschnittbemalung über Kopf-, Vorder- und Unterschnitt von Martin Frost: Canal Grande
2. ↑  Sammlung Werner Nekes: Zwei Damen beim Tennisspiel Siehe auch: Bodo von Drewitz, Werner Nekes (Hrsg.): Ich sehe was, was du nicht siehst! Sehmaschinen und Bilderwelten. Die Sammlung Werner Nekes. Steidl, Göttingen 2002, S. 242.